# Едвард Кендалл
Едвард Келвін Кендалл (англ. Edward Calvin Kendall; 8 березня, 1886, Норволк, Коннектикут, США — 4 травня, 1972) — американський хімік, лауреат Нобелівської премії з фізіології і медицині в 1950 році (спільно з Тадеушем Рейхштейном і Філіпом Хенчем) «за відкриття, що стосуються гормонів кори надниркових залоз, їх структури і біологічних ефектів». Відкрив кортизон незалежно від Тадеуша Рейхштейна.